# 北町一郎
北町 一郎（きたまち いちろう、明治40年（1907年）3月7日 - 平成2年（1990年）9月4日）は、日本の小説家。

## 人物
新潟県中蒲原郡小須戸町（現新潟市）小向生まれ。福島高等商業学校（現福島大学）特待生を経て、1932年に東京商科大学（現一橋大学）卒業後、婦女界社に入社。記者や、婦女界編集長を務めた。
1935年に「賞与日前後」でサンデー毎日大衆文芸入選。小説家として活動し、太平洋戦争中は大日本帝国陸軍報道班員としてスマトラ島で従軍取材を行い、昭南新聞マレー語版の編集責任者を務めた。
1948年に「健康教室」を創刊し78歳まで編集長を務めたほか、婦女界編集顧問、文部省嘱託、日本学校衛生会主事、日本文芸著作権保護同盟理事などを務めた。1979年日本児童文芸家協会児童文化功労者。1990年心不全のため死去。
本名会田 毅。別名簇劉 一郎。ペンネームの北町は、学生時代に福島市北町に住んでいたことに由来する。

## 著書
- 『白日夢 : 探偵小説』春秋社 1936年
- 『東京探偵局』婦女界社 1940年
- 『青春地図 : 名作小説』博文館 1941年
- 『啓子と狷介』婦女界社 1940年
- 『救世主降誕』東方社 1942年
- 『青春工場 2版』東方社 1943年
- 『戦線の微笑』白林書房 1943年
- 『第五戰線 : スパイ小説』新正堂 1943年
- 『星座と花 : 昭南島現地小説 2版』東方社 1944年
- 『箱入息子』東方社 1944年
- 『結婚青書』アルス 1947年
- 『鐵十字架の秘密 : 長篇探偵小説』東山書房 1947年
- 『恋愛満塁』東方社 1952年
- 『うっかり行進曲』宝文館 1953年
- 『ドクトル先生物語』宝文館 1953年
- 『現代ユーモア文学全集 第14（北町一郎集）』駿河台書房 1953年
- 『娘は年ごろ』東方社 1954年
- 『ユーモア探偵局』東方社 1954年
- 『求婚行進曲』東方社 1954年
- 『ABC物語』宝文館 1955年
- 『にんじんクラブ』宝文館 1955年
- 『ロマンス・クイズ』東方社 1955年
- 『僕は会社員』東方社 1955年
- 『特別休暇一週間』東方社 1955年
- 『探偵大いに笑う』東方社 1955年
- 『新婚特急便』東方社 1955年
- 『へそくり社員』東方社 1955年
- 『あまから娘』東方社 1956年
- 『婚約定期券』東方社 1956年
- 『求婚指定席』東方社 1956年
- 『チャッカリ娘とウッカリ息子』東方社 1956年
- 『どんぐり社員』東方社 1956年
- 『扶養家族は五人半』東方社 1956年
- 『ぬかみそ亭主』東方社 1956年
- 『求婚地帯』東方社 1957年
- 『へそくり社員』東方社 1957年
- 『青春万歳』東方社 1957年
- 『恋愛残念賞』東方社 1957年
- 『花嫁花婿立候補』東方社 1957年
- 『新編現代日本文学全集 第36巻（北町一郎集）』東方社 1958年
- 『これから本番』東方社 1958年
- 『青春酔虎伝』東方社 1958年
- 『婚約三面鏡』東方社 1958年
- 『帽子と口紅 : 台風娘』東方社 1959年
- 『はだか太平記』東方社 1959年
- 『消えた花嫁』東方社 1959年
- 『はりきり娘』東方社 1959年
- 『ユーモア百貨店』東方社 1959年
- 『君が行くなら : 台風娘』東方社 1959年
- 『いろは失礼帳 : 百年園雑記帳』東山書房 1969年
- 『北町一郎探偵小説選 1』論創社 2014年
- 『北町一郎探偵小説選 2』論創社 2014年